# G29-38
Giclas 29-38 (również ZZ Piscium) – pulsujący biały karzeł (gwiazda zmienna typu ZZ Ceti) znajdujący się w konstelacji Ryb w odległości około 44 lat świetlnych od Ziemi.  
Gwiazda G29-38 będąca obecnie białym karłem przeszła wcześniej etap czerwonego olbrzyma. Rozszerzając się czerwony olbrzym wchłania najbliższe planety. Jednak przykład G29-38 wskazuje, że śmierć gwiazdy centralnej nie musi oznaczać końca układu planetarnego. Znaleziony za pomocą Teleskopu Spitzera w pobliżu tej gwiazdy pył wskazuje, że orbitująca wokół gwiazdy materia może być pozostałością komety. Pył ten, powstały prawdopodobnie niedawno, jest skutkiem wciągnięcia w wewnętrzne części układu jednej z ocalałych komet, która następnie została rozerwana przez siły pływowe białego karła.
Wcześniejsze badania gwiazdy wykazały obecność promieniowania podczerwonego o nieznanym pochodzeniu. Interferometr Teleskopu Spitzera ujawnił obecność cząstek pyłu w układzie. Promieniowanie podczerwone emitowane przez te cząsteczki pyłu wskazuje, że są one podobne do materiału, z którego są zbudowane komety w Układzie Słonecznym. 
Obserwacje prowadzone w podczerwieni wykazują, że G29-38 emituje mniej energii niż typowy biały karzeł. Oznacza to, że w otoczeniu gwiazdy znajduje się materia o znacznie niższej temperaturze pochłaniająca to promieniowanie. Astronomowie z California Institute of Technology posługując się Teleskopem Spitzera wykazali, że wokół gwiazdy centralnej znajduje się pyłowy pierścień o masie 1015 kg. Promień wewnętrzny pierścienia jest porównywalny z promieniem orbity Ziemi. Jest on pozostałością po komecie krążącej na peryferiach dawnego układu planetarnego, która zbliżyła się do białego karła. Przyczyną takiego ruchu komety mogło być zbliżenie do istniejącej w układzie planety. Wskazuje to na to, że w układzie G29-38 nadal mogą krążyć planety zdolne do zaburzania ruchu komet.

## Widmo G29-38

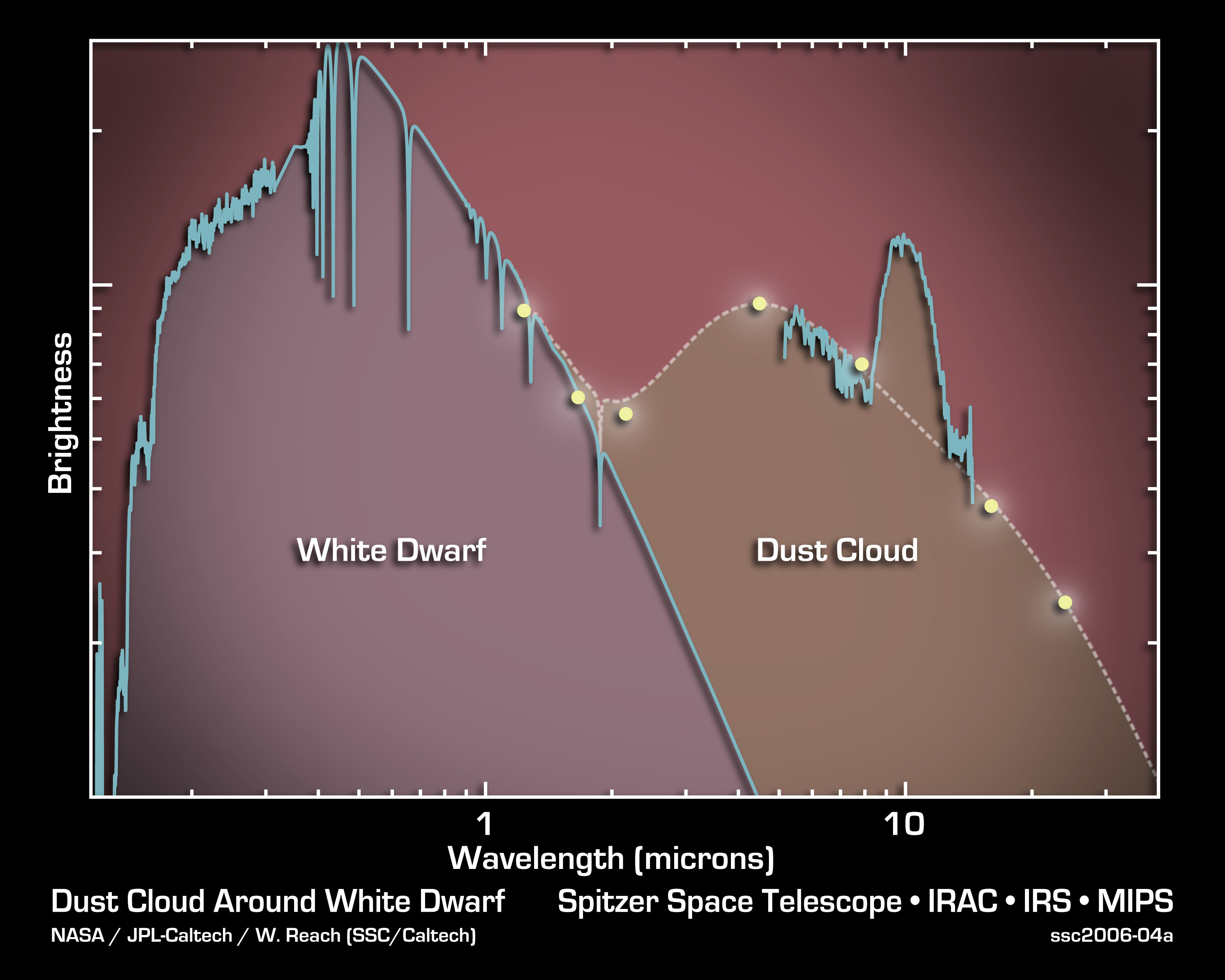
Widmo światła emitowanego przez G29-38 (Spitzer)

Widmo światła emitowanego przez G29-38 zostało wykonane za pomocą spektrografów Teleskopu Spitzera. Lewa strona wykresu przedstawia widmo światła emitowanego przez samego białego karła zawierającego nadfiolet i światło widzialne. Po prawej stronie widać widmo światła zawierające znacznie większą ilość promieniowania podczerwonego w wypadku gdyby pochodziło ono tylko od białego karła. Pik po prawej stronie wykresu oznacza obecność w pyle krzemu, który występuje również w kometach. Odnalezienie w widmie obecności krzemu stało się dowodem na to, że skupiska komet istnieją w układzie planetarnym jeszcze długo po śmierci gwiazdy centralnej i przemianie w białego karła.